# Sender Nordhausen/Hesseröder Berg
Der Sender Nordhausen/Hesseröder Berg ist ein 40 Meter hoher Sendeturm zur Verbreitung von Hörfunkprogrammen in horizontaler Position in der Gemarkung des Nordhäuser Ortsteils Hesserode und der näheren Umgebung. Er steht westlich von Nordhausen. Für Radio Enno ist es der einzige Sendestandort, für die anderen Programme verbessert er den Radioempfang des in einer Senke gelegenen Gebietes, das von benachbarten Sendern wie etwa Keula nur unzureichend versorgt wird. Der freistehende Stahlbetonmast steht auf einem eingezäunten Gelände, auf dem sich auch ein Betriebsgebäude mit technischen Anlagen befindet. Unterhalb der UKW-Sendeantennen befinden sich Sendeanlagen für Mobilfunk sowie eine Richtantenne für die Zuführung der Programmsignale im Ballempfang.

## Frequenzen und Programme

### Analoges Radio (UKW)
Beim Antennendiagramm sind im Falle gerichteter Strahlung die Hauptstrahlrichtungen in Grad angegeben. In UKW werden folgende Programme ausgestrahlt:
| Frequenz (MHz) | Programm              | RDS PS             | RDS PI                | Regionalisierung | ERP (kW) | Antennen- diagramm rund (ND) / gerichtet (D) | Polarisation horizontal (H) / vertikal (V) |
| -------------- | --------------------- | ------------------ | --------------------- | ---------------- | -------- | -------------------------------------------- | ------------------------------------------ |
| 88,3           | MDR Thüringen         | MDR_THUE           | D7F1                  | Nordthüringen    | 0,1      | ND                                           | H                                          |
| 93,7           | MDR Aktuell           | __MDR___ AKTUELL_  | D3D5                  | –                | 0,08     | D (110°–80°)                                 | H                                          |
| 100,4          | Radio Enno            | __ENNO__           | 15F3                  | –                | 0,1      | D (110°–90°)                                 | H                                          |
| 103,0          | radio TOP 40          | *TOP_40*           | DAFA                  | –                | 0,1      | D (0°–80°, 120°–140°, 170°–180°, 310°–320°)  | H                                          |
| 105,8          | Landeswelle Thüringen | LW_NORD_, LANDESW. | D6F9 (regional), D3F9 | Nord             | 0,1      | D (230°–290)                                 | H                                          |
| 106,8          | Antenne Thüringen     | AT-NORD_, ANT.THUE | D5F8 (regional), D3F8 | Nord             | 0,2      | ND                                           | H                                          |
| 107,4          | Radio Teddy           | TEDDY              | 1B2E                  | Thüringen        | 0,2      | D (0°–80°, 120°–140°, 170°–180°, 310°–320°)  | H                                          |

### Abgeschaltete Programme (UKW)
Bis Juni 2023 sendete Deutschlandfunk auf 96,4 MHz mit einer ERP von 0,1 kW.